# What's Your Name (Morcheeba)
What's Your Name è un brano musicale del 2003 interpretato dai Morcheeba e Big Daddy Kane, pubblicato come singolo dell'album Parts of the Process (The Very Best of Morcheeba).

## Tracce
1. What's Your Name (feat. Big Daddy Kane) – 3:55